# Finding Paradise
Finding Paradise(«У пошуках раю») — це пригодницька гра розроблена й випущена Freebird Games, другий епізод із серії To the Moon. Тут знову йдеться про особливу роботу Єви Розалін та Ніла Воттса: вони дарують людям шанс прожити своє життя ще раз, почати все спочатку, досягти того, чого вони не досягли «в перший раз»… але все це відбуватиметься лише в голові їхніх пацієнтів — цього разу це буде старигань Колін Рідз.
Як і To the Moon, це повноцінна самобутня гра, яка не вимагає знання попередніх частин, але для більшого занурення у всесвіт розробник зіграти у To the Moon, два безкоштовні міні-епізоди до To the Moon та гру A Bird Story, перш ніж почати Finding Paradise. Це дасть вам змогу зрозуміти повну картину всього, що відбуватиметься у грі.
Як і в To the Moon, в грі небагато ігрових механік і всі вони сконцентровані на керуванні лікарями, коли вони розв'язують проблеми відновлення порядку спогадів старого, щоби виконати його заповітне бажання перед смертю. Гру було повністю створено канадським розробником Каном Ґао за допомогою рушія RPG Maker XP. Розробка гри розпочалася у 2015, а вийшла для Microsoft Windows, macOS і Linux 14 грудня 2017.

## Ігровий процес
Ігровий процес Finding Paradise дуже подібний до ігрового процесу першої гри серії — To the Moon, яку було створено на рушії RPG Maker XP. Як і попередня гра — це типова рольова гра, але без системи речей, загонів та боїв. Тому що сенсом гри є розповідь. Більша частина ігрового процесу йде через розгадування загадок для спогадів Коліна, нового пацієнта. Це робиться шляхом інтерпретації даних та дослідження емоцій й відчуттів, щоби глибше зануритися у спогади та знайти істинні бажання пацієнта.
Як і в To the Moon, гра концентрується навколо дослідження пам'яті Коліна, щоби знайти визначні об'єкти та зібрати з них енергію для посилення пам'яті та створення зв'язків від давніх днів до сучасності. Час від часу гравці відпочивають від такої роботи проводячи пошуки підказок у будинку пацієнта чи навколишній території.

## Сюжет
Лікарі Єва Розалін та Ніл Воттс отримують нового пацієнта — Коліна Рідза. Їм потрібно виконати його найзаповітніше бажання, але з дуже важливою вимогою — майже нічого не змінюючи в спогадах.
Подорожуючи спогадами пацієнта, головні протагоністи усвідомлюють, що їхній поступовий рух назад у зворотному хронологічному порядку змінився на хаотичні стрибки від давнини до сьогодення і навпаки. Єва висуває теорію, що ці стрибки нагадують рух по орбіті навколо якоїсь події в середині життя пацієнта.
Вивчаючи пам'ять Коліна, лікарі дізналися, що останні роки були відносно щасливими. Колін проживав разом з дружиною та сином, з'їздив у омріяну мандрівку на Бора-Бора. Але чогось не вистачало… Щоби з'ясувати причини своєї незадоволеності життям, Колін звернувся до корпорації, що посварило його з родиною — вони не хотіли, щоби спогади про них, були замінені іншими. Врешті-решт, Колін наполягає на тому, щоби зміни, внесені у спогади, були мінімальними.
Під час виконання своєї роботи, лікарі дізналися, що в юності батьки Коліна часто не бували вдома і він часто зустрічався з дівчиною навпроти, розмовляв через балкон. Мовчазний й замкнутий Колін рідко з кимось розмовляв, але ця дівчина змогла його вмовити стати пілотом. Пізніше, зблизившись з майбутньою дружиною, Колін віддалився від старої подруги. Побачивши ці спогади, лікарі зрозуміли, що пацієнт жалкує про свій вибір, але все одно обирає збереження родини, втаємничуючи бажання навіть від себе. Єдиним оптимальним способом є стирання дівчини з пам'яті.
Насправді, дівчина була уявним другом, про що Колін писав у своїй книзі — таким способом він уникав самотності, але в пам'яті вона відбилася, як справжня. Почувши про плани лікарів стерти її, уявна подруга, вважаючи, що її зникнення нашкодить Колінові більше, нападає на лікарів, розділяючи Єву та Ніла. Захопивши контроль над обладнанням, вона намагається викинути Ніла зі спогадів (Ніл вступає в битву за допомогою Єви, що в реальному світі дає пацієнтові заспокійливе). Після перемоги над аномалією лікарі проникають до останнього — центрального спогаду й Колін прощається та перестає писати про уявну подругу. Ця дівчина — пташка з A Bird Story в інтерпретації Коліна, оскільки, вона говорить, що прощалася вже дуже давно, отримала крила, а також, Колін звертався до неї, як до першої справжньої подруги.
Однак, внаслідок жорстокої битви і застосованих препаратів, стан Коліна у реальному світі раптово погіршується, не залишаючи часу лікарям на роздуми. Ніл усвідомлює, що для повного задоволення бажання Коліна контроль над спогадами потрібно віддати машині, що зможе створити досконаліші спогади. Ніл змушує Єву передати контроль уявній подрузі, що повернулася й лікарі залишають мозок пацієнта. Зі спогадів стирається згадка про корпорацію, бажання, напружені відносини у родині.
На похороні Коліна, Єва телефонує Нілу, щоби запитати де він, на що отримує відповідь стосовно нового таємного проєкту корпорації з іншими вченими. Останнє, що показується — зображення уявної дівчини на терміналі Ніла.

## Розробка та реліз
Finding Paradise було розроблено незалежним канадським розробником Каном Ґао й видано Freebird Games для Microsoft Windows, macOS і Linux. Гру створено за допомогою RPG Maker XP. Розробка почалася у 2015, через рік після виходу A Bird Story. Початково, гра мала вийти в середині 2017, але реліз було відкладено через особисте життя Ґао. The game was released on December 14, 2017.

### Музика
| Finding Paradise <OST> | Finding Paradise <OST>                           | Finding Paradise <OST> |
| #                      | Назва                                            | Тривалість             |
| ---------------------- | ------------------------------------------------ | ---------------------- |
| 1.                     | «Finding Paradise - Trailer Theme»               | 02:00                  |
| 2.                     | «Finding Paradise - Title Theme (Short Version)» | 01:43                  |
| 3.                     | «A Different Kind of Work»                       | 02:05                  |
| 4.                     | «Serenity (from SigCorp Minisodes)»              | 03:19                  |
| 5.                     | «Neil's Machine (Vibraphone Vers.)»              | 01:03                  |
| 6.                     | «Bestest Detectives (Outdoor)»                   | 01:47                  |
| 7.                     | «Bestest Detectives (Indoor)»                    | 01:48                  |
| 8.                     | «A Different Kind of Work (Celesta)»             | 01:45                  |
| 9.                     | «Neil's Machine»                                 | 00:36                  |
| 10.                    | «Veil of Perception»                             | 02:00                  |
| 11.                    | «Having Lived (Finding Paradise Vers.)»          | 01:25                  |
| 12.                    | «Where Are You»                                  | 01:49                  |
| 13.                    | «Paper Plane (from A Bird Story)»                | 02:54                  |
| 14.                    | «Time is a Place (Celesta Vers.)»                | 01:55                  |
| 15.                    | «Where Are You (Duet Vers.)»                     | 01:59                  |
| 16.                    | «Home (from A Bird Story)»                       | 01:24                  |
| 17.                    | «Across the Balcony (Celesta Vers.)»             | 01:53                  |
| 18.                    | «Time is a Place (Guitar Vers.)»                 | 01:56                  |
| 19.                    | «Across the Balcony»                             | 01:52                  |
| 20.                    | «Such Inspire Much Motivate»                     | 00:42                  |
| 21.                    | «The Right Amount of Dumb»                       | 01:39                  |
| 22.                    | «Time is a Place (Piano Vers.)»                  | 01:55                  |
| 23.                    | «Kinda Like an Indie French Film»                | 01:24                  |
| 24.                    | «The Scale Theme (Piano & Cello Vers.)»          | 02:06                  |
| 25.                    | «Winds from Our Younger Days»                    | 01:56                  |
| 26.                    | «The Scale Theme (Guitar & Cello Vers.)»         | 00:36                  |
| 27.                    | «Paradise (Guitar Vers.)»                        | 02:39                  |
| 28.                    | «The Scale Theme»                                | 01:49                  |
| 29.                    | «Hospital Rush»                                  | 01:12                  |
| 30.                    | «A Moment to Sink In»                            | 00:40                  |
| 31.                    | «Time is a Place»                                | 02:05                  |
| 32.                    | «From the Balcony (Finding Paradise Vers.)»      | 02:49                  |
| 33.                    | «The Right Amount of Dumb Vers. 2»               | 01:38                  |
| 34.                    | «Think Quietly»                                  | 01:51                  |
| 35.                    | «Time is a Place (Rehearsal Vers.)»              | 01:49                  |
| 36.                    | «Floating By (from A Bird Story)»                | 02:07                  |
| 37.                    | «Paradise (Tropical Vers.)»                      | 00:48                  |
| 38.                    | «Days Go By»                                     | 01:51                  |
| 39.                    | «What You're Up To»                              | 01:31                  |
| 40.                    | «The Mirror Lied (from The Mirror Lied)»         | 01:10                  |
| 41.                    | «Single-Thread Firewall»                         | 02:08                  |
| 42.                    | «Something Amiss»                                | 01:16                  |
| 43.                    | «HNNNNNNGH»                                      | 00:18                  |
| 44.                    | «Power Overwhelming»                             | 01:31                  |
| 45.                    | «On the Run»                                     | 01:38                  |
| 46.                    | «Final Confrontation»                            | 01:36                  |
| 47.                    | «Breeze (from Quintessence - TBV)»               | 01:44                  |
| 48.                    | «The Scale Theme (Cello & Guitar Vers. 2)»       | 00:39                  |
| 49.                    | «Faye's Theme»                                   | 03:49                  |
| 50.                    | «Time is a Place (Void Vers.) [Unused]»          | 02:21                  |
| 51.                    | «In the Way»                                     | 00:27                  |
| 52.                    | «The Fiction We Tell Ourselves»                  | 04:29                  |
| 53.                    | «Bestest Detectives (Reprise)»                   | 00:30                  |
| 54.                    | «Wish My Life Away (by Laura Shigihara)»         | 04:18                  |
| 55.                    | «Faye's Theme (Piano Vers.)»                     | 02:00                  |
| 56.                    | «Going Home»                                     | 00:32                  |
| 57.                    | «Ending Theme»                                   | 01:59                  |
| 58.                    | «Every Single Memory»                            | 04:55                  |

## Відгуки й нагороди
| Агрегатор  | Оцінка |
| ---------- | ------ |
| Metacritic | 81/100 |

Гру було номіновано, як «Найкраща інді гра» на Game Awards 2019 у Нью-Йорку.
Гра входить до 25 найкращих локалізацій українською в Steam [Архівовано 27 липня 2019 у Wayback Machine.]